# Lipinia rouxi
Lipinia rouxi là một loài thằn lằn trong họ Scincidae. Loài này được Hediger mô tả khoa học đầu tiên năm 1934.